# Atanas Burow
Atanas Dimitrow Burow (bułg. Атанас Димитров Буров; ur. 12 lutego 1875 w Gornej Orjachowicy, zm. 15 maja 1954 w Pazardżiku) – bułgarski finansista i polityk, deputowany do Zwyczajnego Zgromadzenia Narodowego 10. (1899–1900), 11. (1901), 15. (1911-1913), 17. (1914-1919), 18. (1919-1920), 19. (1920-1923), 20. (1923), 21. (1923–1927), 22. (1927-1931) i 23. (1931-1934) kadencji, wiceprzewodniczący Zgromadzenia Narodowego 15. kadencji (1911-1913), minister spraw zagranicznych (1926-1931), ofiara represji komunistycznych.

## Życiorys
Był synem bankiera Dimityra Burowa i Kinki z d. Poptodorowej. Ukończył gimnazjum w Gabrowie, a następnie studiował finanse w Paryżu. Po powrocie do kraju kierował budową linii kolejowej z Sofii do Kiustendiłu. W tym czasie zasiadał w radach nadzorczych kilku spółek - m.in. spółki Biało more i Bułgarskiego Banku Handlowego. Otrzymał stanowisko profesora sofijskiego Uniwersytetu Gospodarki Narodowej i Światowej. W czasie I wojny bałkańskiej walczył w szeregach armii bułgarskiej w stopniu porucznika rezerwy. Otrzymał Order Waleczności.
Początkowo związany z Partią Narodową, którą reprezentował od 1899 w Zgromadzeniu Narodowym. W latach 1920–1923 związany ze Zjednoczoną Partią Narodowo-Postępową, której był sekretarzem, a od 1923 z Porozumieniem Demokratycznym. W 1913 stanął na czele resortu pracy, handlu i przemysłu w gabinecie Stojana Danewa. Ponownie kierownictwo tego resortu objął w latach 1919-1920, w rządzie Aleksandra Stambolijskiego.
W latach objął kierownictwo resortu spraw zagranicznych i wyznań religijnych w rządzie Andreja Lapczewa. Resortem kierował do roku 1931. W czasie II wojny światowej był przeciwnikiem sojuszu Bułgarii z Niemcami. W marcu 1943 podpisał pismo skierowane do premiera Bogdana Fiłowa przeciwko planom przekazania bułgarskich Żydów w ręce Niemców. 2 września 1944 został powołany na stanowisko ministra bez teki w rządzie Konstantina Murawiewa.
Po przejęciu władzy przez komunistów aresztowany i skazany na rok więzienia przez Trybunał Ludowy. Uwolniony w 1945, związał się ze środowiskiem polityków opozycyjnych wobec władz komunistycznych. W 1949 został internowany w Drjanowie, a w 1950 skazany na 20 lat więzienia za działalność wrogą wobec reżimu komunistycznego. Wyrok odsiadywał w więzieniach w Szumenie i w Pazardżiku. Zmarł 15 maja 1954 w więzieniu w Pazardżiku z powodu niewydolności mięśnia sercowego. 26 sierpnia 1996 Sąd Najwyższy Bułgarii anulował wyrok wydany przez sąd w roku 1950.
Był żonaty (żona Smarajda z d. Sałabaszewa), miał dwoje dzieci (Stefana i Nediałkę).

## Pamięć

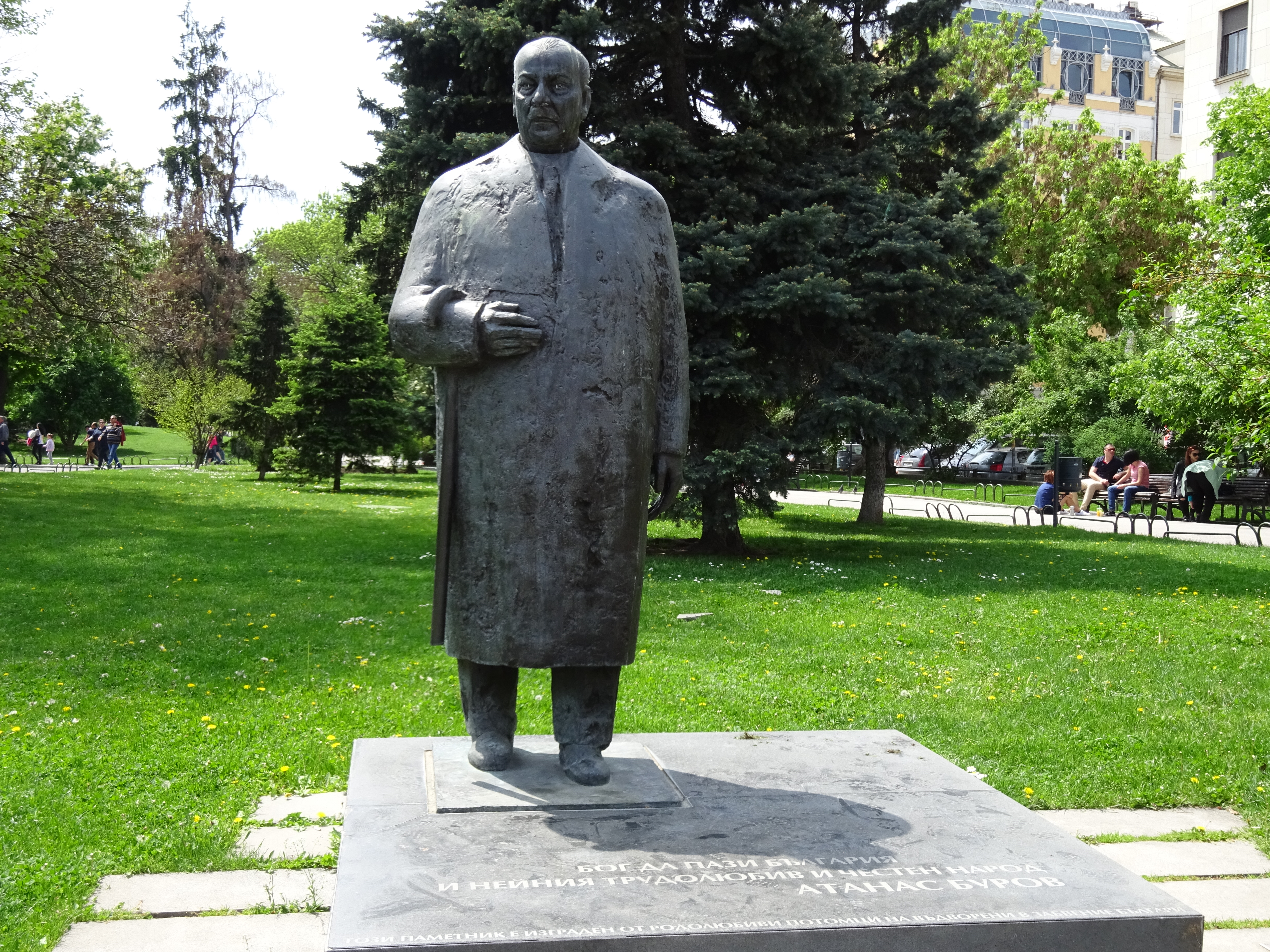
Pomnik Atanasa Burowa w Sofii

Imię Atanasa Burowa noszą place w Sofii i w Gornej Orjachowicy oraz ulica w Całapicy. W Sofii stoi pomnik Burowa.